# Джуган, Анна Тихоновна
Анна Тихоновна Джуган (укр. Ганна Тихонівна Джуган; 7 января 1942 год, село Браилки, Решетиловский район, Полтавская область, Украинская ССР) — колхозница, доярка молочнотоварной фермы колхоза «Дружба» Полтавского района Полтавской области, Украинская ССР. Герой Социалистического Труда (1973).

## Биография
Родилась 7 января 1942 года в крестьянской семье в селе Браилки Полтавской области. Окончила семилетнюю школу в родном селе. С 1956 по 1964 год — птичница, телятница, учётчица и доярка в колхозе «Заря коммунизма» Решетиловского района. С 1964 года проживала в селе Мачехи, где работала дояркой колхоза «Дружба» Решетиловского района. В 1977 году была назначена заведующей фермой № 3 колхоза «Дружба».
В своей работе применяла передовые методы доения. Участвовала во Всесоюзном соревновании, взяв обязательства надоить 2400 литров молока от каждой фуражной коровы. В зимний период 1972—1973 годов получила от каждой коровы по 2500 литров молока. В 1973 году удостоена звания Героя Социалистического Труда «за большие успехи, достигнутые во Всесоюзном социалистическом соревновании и проявленную трудовую доблесть в выполнении принятых обязательств по увеличению производства и заготовок продуктов животноводства в зимний период 1972—1973 годов».
В 1979 году окончила вечернюю среднюю школу в селе Мачехи и позднее — Хомутецкий зоотехнический техникум.
В 1997 году вышла на пенсию. Проживает в селе Мачехи Полтавского района Полтавской области.

## Награды
- Герой Социалистического Труда — указом Президиума Верховного Совета СССР от 6 сентября 1973 года
- Орден Ленина — дважды (1971, 1973)